# La donna in bianco
La donna in bianco (The Woman in White) è un romanzo di Wilkie Collins scritto nel 1859. Uscì a puntate, secondo la tradizione dei feuilleton, nel 1859 - 1860, nella rivista di Charles Dickens All the Year Round, suscitando l'entusiasmo e l'ammirazione del pubblico.
Fu il primo libro a essere definito sensation novel (un genere che avrà molta fortuna nell'età vittoriana), pieno di colpi di scena e suspense incentrato sulla somiglianza e sostituzione di persona di due affascinanti donne: la bionda e ricca Laura e la folle Anne Catherick, solitaria figura che appare completamente vestita di bianco.
Due i personaggi di maggior rilievo e profondità: il primo è conte italiano Fosco, il secondo è Marian, audace sorellastra di Laura, che rappresenta uno dei primi esempi di donna forte che cerca di sfuggire e ribellarsi al mondo maschilista vittoriano. L'autore nasconde sotto un apparente conservatorismo una feroce critica circa la condizione della donna nell'Ottocento.
Il libro ebbe grande successo ed è stato tradotto in non meno di 32 lingue.

## Trama
Il libro prende avvio da una sorta di premessa, in cui si spiega che le vicende narrate, se la macchina della Legge fosse sempre adeguata a scandagliare ogni vicenda sospetta, avrebbero costituito materia di un processo. Essendo però la Legge spesso vincolata alla capacità economica di attori e convenuti, la vicenda narrata viene esposta nel libro per la prima volta, anche se della dinamica processuale viene mantenuto il principio per cui a diversi testimoni viene affidato il compito di esporre la conoscenza diretta che hanno dei fatti in questione (anche attraverso l'ausilio del diario di uno dei personaggi principali), di modo che l'intero romanzo assume la forma di un racconto corale. Come verrà chiarito nell'arco del racconto, è stato lo stesso protagonista, Walter Hartright, a richiedere ai diversi interessati le varie testimonianze scritte perché integrassero la sua, e infine a curarne la pubblicazione. A ciascuna testimonianza è affidato il compito di illustrare una parte della storia e le testimonianze appaiono lungo il libro nel rispetto dello sviluppo cronologico dei fatti. D'altra parte, le testimonianze vengono richieste e ottenute da Hartright nell'arco stesso degli eventi narrati, quindi spesso secondo un ordine diverso rispetto alle parti della storia che ciascuna testimonianza ha il compito di illustrare. Per ragioni di discrezione, i nomi dei vari personaggi sono sostituiti da nomi fittizi.

### Libro primo. Mistero a Limmeridge House
Nel 1849 l'insegnante di disegno Walter Hartright viene ingaggiato per prestare servizio per almeno quattro mesi presso Limmeridge House, nel Cumberland, ove dovrà istruire nell'arte dell'acquerello le due nipoti di Mr Frederick Fairlie, Esquire, curare e restaurare una collezione di disegni assai deteriorati. A seguito delle insistenze del collega Pesca, un rifugiato politico italiano trapiantato in Inghilterra che gli ha procurato l'incarico, Hartright si risolve ad accettare l'impiego. 
La sera prima della partenza, Hartright incontra in Finchley Road una giovane donna interamente vestita di bianco e in evidente stato confusionale, che sta dirigendosi verso Londra. Prima di sparire, la donna in bianco gli confida di aver subito un misterioso torto da un baronetto e di conoscere bene i Fairlie di Limmeridge. In seguito Hartright apprende che la giovane è scappata da un manicomio. 
A Limmeridge House Hartright fa la conoscenza delle sue allieve, la brillante Marian Halcombe e la bella Laura Fairlie, il cui aspetto rivela una straordinaria somiglianza con la donna in bianco. Marian e Laura sono sorelle per parte di madre, e Laura è un'ereditiera, in quanto unica beneficiaria dei lasciti del defunto signor Fairlie; le due vivono da sole, con l'unica compagnia dello zio Frederick Fairlie, un uomo ipocondriaco ed effeminato che non si cura di loro. Hartright e Marian si mettono a indagare nel passato della defunta signora Fairlie per reperire informazioni sulla donna in bianco, e ne scoprono l'identità: si tratta di Anne Catherick, una giovane demente che durante la sua infanzia venne a passare del tempo a Limmeridge e ricevette molti benefici dalla defunta madre di Marian e Laura.
Hartright e Laura si innamorano, ma Laura, per via di una promessa fatta al padre morente, è vincolata all'impegno di unirsi in matrimonio con Sir Percival Glyde, un ambiguo baronetto dell'Hampshire molto più anziano di Laura. L'imminente arrivo di Sir Percival a Limmeridge e la sua insistenza nel fissare al più presto una data per le nozze convincono Hartright a rinunciare a Laura e a lasciare Limmeridge. Hartright associa Sir Percival ad Anne Catherick e si convince che sia lui il baronetto tanto inviso alla donna in bianco, e perciò mostra molta inquietudine per il futuro di Laura. 
Laura riceve una lettera anonima contenente delle imprecisate accuse nei confronti di Sir Percival. Contemporaneamente la donna in bianco compare a Limmeridge: Hartright la incontra sulla tomba della defunta madre di Laura, scopre che é lei l'autrice della lettera giunta a Laura e si convince che il torto che le ha fatto Sir Percival consiste nell'averla fatta internare a forza. Prima di partire, dunque, rinnova a Marian la sua amicizia e l'offerta di venire in soccorso delle due sorelle qualora possano trovarsi in pericolo. Hartright però non verrà immediatamente a conoscenza dei tragici eventi futuri, poiché passerà sei mesi al seguito di una spedizione diretta in America Centrale. Anche Anne Catherick sparisce dopo aver avuto una crisi di nervi nello scoprire delle imminenti nozze fra Laura e Sir Percival.
Laura tenta di sciogliersi dal fidanzamento con Sir Percival confessandogli che non potrà mai amarlo, perché il suo cuore appartiene già ad un altro; ma il baronetto non vuol sentire ragioni e ottiene di fissare la data delle nozze al ventidue di dicembre. Laura dunque si sposa e lascia Limmeridge House; dal marito riesce però ad ottenere che anche Marian vada a vivere con loro nella nuova casa nell'Hampshire destinata ai due sposi.

### Libro secondo. Di matrimoni e complotti
Tornati dal viaggio di nozze in Italia, Sir e Lady Glyde si stabiliscono presso la dimora di lui nell'Hampshire. Insieme a loro ci sono Marian e due ospiti incontrati nel continente: il Conte Fosco, un eccentrico nobiluomo italiano dai modi suadenti, amico di vecchia data di sir Percival, e sua moglie Eleanor, una zia di Laura esclusa dell'eredità di famiglia per aver sposato uno straniero. 
É presto evidente che Sir Percival ha inteso sposare Laura per mere ragioni d'interesse economico: difatti la maltratta continuamente e cerca più volte di estorcerle l'eredità paterna. Marian e Laura cercano di prender tempo e di resistere ai soprusi di Sir Percival, che nei suoi piani criminosi é aiutato e sostenuto dai due italiani, e nel mentre ritrovano Anne Catherick, che afferma di conoscere un segreto che potrebbe rovinare Sir Percival. Quale sia, però, questo segreto, non fanno in tempo a scoprirlo per via delle intromissioni del Conte Fosco, che mette in fuga Anne. 
Nel frattempo i debiti di Sir Percival aumentano e così pure la sua brama di denaro. Origliando una conversazione fra il baronetto e il Conte italiano, Marian scopre che i due si trovano in evidenti ristrettezze economiche da progettare di uccidere Laura per poi intascarne il patrimonio. Marian tenta di appellarsi all'aiuto di Mr Fairlie, ma questi, non volendo essere disturbato, ha intenzione di lavarsene le mani, e prima di riuscire a mettere Laura al sicuro cade vittima di una violenta febbre cerebrale, di cui presto viene contagiata anche Laura.
Approfittando della momentanea infermità di Marian, Sir Percival e il Conte Fosco organizzano un piano per separare le due sorelle e sbarazzarsi di Laura, e così a fine luglio si celebrano le esequie della defunta Laura.
Tornato in patria, Hartright rimane sgomento nell'apprendere della morte della donna amata. Sulla tomba della defunta Laura incontra però una Marian prostrata dalla malattia e una donna velata che si rivela essere la stessa Laura.

### Libro terzo. Scioglimento della vicenda
Laura Fairlie è viva, e colei che è sepolta al suo posto è Anne Catherick: il Conte Fosco ha sfruttato la somiglianza fra le due per organizzare uno scambio di persona e far internare Laura in manicomio al posto di Anne. La sua insistenza nel dichiararsi Laura Fairlie ha però attirato l'intenzione di un'addolorata Marian, che si reca in manicomio per incontrare Anne e vi trova invece la sorella, che riesce a liberare dando fondo a tutte le sue risorse. Entrambe provate da questa esperienza, cercano invano l'aiuto di Mr Fairlie che non riconosce Laura, ma poi si ricongiungono a Hartright e insieme si adoperano per incriminare Sir Percival e il Conte Fosco, che nel frattempo hanno intascato e dilapidato il patrimonio di Laura. 
A tal scopo Hartright intende scoprire il segreto di Sir Percival conosciuto da Anne. Si reca perciò nell'Hampshire per indagare sulla madre di Anne, vecchia conoscenza di Sir Percival. Hartright inizialmente sospetta che i due abbiano avuto una relazione adulterina e che Anne sia il frutto del loro peccato. In seguito però scopre la vera natura del segreto di Sir Percival e dei suoi rapporti con Mrs. Catherick: poiché i suoi genitori non erano legalmente sposati, per ereditare il titolo di baronetto e i conseguenti onori, sir Percival ha prodotto una falsa dichiarazione di matrimonio con l'aiuto di Mrs. Catherick, che era al tempo la moglie del sacrista custode dei registri matrimoniali del villaggio. Si scopre inoltre che il vero padre di Anne era il defunto signor Fairlie, il che fa di Anne e Laura due sorelle; di qui la loro somiglianza. Purtroppo Hartright non ha l'occasione di sfruttare le informazioni apprese poiché quello stesso giorno Sir Percival, nel tentativo di distruggere i registri matrimoniali autentici ove non vi è cenno dell'inesistente unione fra i suoi genitori, perisce in un incendio. 
Hartright sposa Laura e si dedica quindi a distruggere il Conte Fosco. A tale scopo si informa dal collega italiano Pesca, scoprendo che sia lui sia Fosco sono membri di una società segreta italiana avente scopi politici; Fosco però ha tradito l'organizzazione e da allora vive nel terrore di essere scoperto e giustiziato dai suoi ex compagni. 
Hartright allora minaccia Fosco di consegnarlo ai suoi inseguitori, e riesce infine a ottenere da lui una confessione scritta e diverse prove circa l'inganno a danno di Laura. Sulla base di questi documenti si instaura un processo all'esito del quale Laura può riappropriarsi della propria identità. In seguito darà alla luce un figlio maschio che diverrà l'erede di Limmeridge House.
Fosco, che ha barattato la propria libertà con la cessione delle informazioni utili a riscattare l'identità di Laura, lascia precipitosamente l'Inghilterra e ripara nel Continente, ma viene infine raggiunto dall'implacabile vendetta dei suoi antichi compagni: finisce, infatti, pugnalato al cuore e annegato nella Senna.

## Edizioni italiane
- Wilkie Collins, La donna vestita di bianco, traduzione di Elena Bairati e Virginia Ferretti, Torino, SAIE, 1957.
- Wilkie Collins, La ragazza vestita di bianco, traduzione di Franco De Poli, Milano, Fabbri, 1968.
- Wilkie Collins, La signora in bianco, traduzione di Fedora Dei, Milano, Arnoldo Mondadori, 1979.
- Wilkie Collins, La donna in bianco, traduzione di Giovannella Gaipa, Milano, Garzanti, 1980 (ristampa nel 2022 con intr. di Idalberto Fei).
- Wilkie Collins, La donna in bianco, traduzione di Stefano Tummolini, Roma, Fazi, 1996 (ristampe nel 2006, 2009, 2015, 2018, 2021).
- Wilkie Collins, La donna in bianco, traduzione di Fedora Dei, Roma, Newton Compton, 2015.
- Wilkie Collins, La donna in bianco, traduzione di Alba Mantovani, Milano, Mondadori, 2018.

## Opere derivate
Il romanzo è stato adattato numerose volte per il cinema, il teatro e la televisione.
- The Woman in White (1912) con Marguerite Snow[2]
- The Woman in White, cortometraggio (1912)[3]
- Tangled Lives (1917) di J. Gordon Edwards[4]
- The Woman in White, regia di Ernest C. Warde (1917)[5]
- The Twin Pawns (1919) di Léonce Perret[6]
- The Woman in White, regia di Herbert Wilcox (1929)[7]
- Lo strangolatore (Crimes at the Dark House), regia di George King (1940)[8]
- La castellana bianca (The Woman in White), regia di Peter Godfrey (1948)[9]
- The Woman in White, episodio della serie TV Dow Hour of Great Mysteries, regia di Paul Nickell (1960)[10]
- La dama vestida de blanco, episodio della serie TV Novela (1967)[11]
- La Femme en blanc (tradotto in italiano con "L'eredità del silenzio) serie TV di 13 episodi da 26', regia di Pierre Gautherin (1970)[12]
- Die Frau in Weiß, film TV in tre parti, regia di Wilhelm Semmelroth (1971)[13]
- La donna in bianco, miniserie televisiva RAI, regia di Mario Morini (1980)[14]
- The Woman in White, film TV in 5 episodi da 55', regia di John Bruce (1982)[15]
- Zhenshchina v belom, regia di Vadim Derbenyov (1982)[16]
- The Woman in White, film TV, regia di Tim Fywell (1997)[17]
- The Woman in White, musical, musiche di Andrew Lloyd Webber, regia di Trevor Nunn (2004)[18]
- The Woman in White, miniserie TV in 5 episodi della BBC (2018)